# Арсенівка (Новоукраїнський район)
Арсе́нівка — село в Україні, у Мар'янівській сільській громаді Новоукраїнського району Кіровоградської області. Населення становить 86 осіб.
Село — батьківщина видатного українського драматурга Івана Карпенка-Карого.

## Історія
- Село Арсенівка згадується в книзі з Баварської Національної бібліотеки в Мюнхені "Список населених місць за свідченнями 1859 року (Херсонська губернія)", виданій в Санкт-Петербурзі в 1868 році на ст. 115, а саме там згадується дві Арсенівки на р. Вись. Скоріш за все нині це одне село розділене річкою Велика Вись. Одна Арсенівка має назву "Крамарева", яка має 25 дворів, серед яких 55 чол. та 71 жін.. Інша Арсенівка мала назву  "Цвітановичева", яка мала 26 дворів, серед яких 66 чол. та 63 жін.. Поруч згадуються села на р. Вись, а саме Рангова та Красна Гірка.
- Частина Цвітановичева належала Цвітановичу Д.Н..

## Населення
За переписом населення України 2001 року в селі мешкало 86 осіб.

### Мова
Розподіл населення за рідною мовою за даними перепису 2001 року:
| Мова       | Відсоток |
| ---------- | -------- |
| українська | 86,05 %  |
| російська  | 8,14 %   |
| молдовська | 3,49 %   |
| інші       | 2,32 %   |

## Заповідник
В 1995 році до 150-ліття І. Карпенка-Карого в селі засновано музейно-природний заповідник «Батьківщина Карпенка-Карого» (як філія Кіровоградського обласного краєзнавчого музею). На місці, де знаходився будинок Тобілевичів, встановлено пам'ятний знак.
У вересні 2021 року заповідник внесено до природно-заповідного фонду місцевого значення як парк-пам'ятка садово-паркового мистецтва «Тобілевичі».

## Вулиці
В Арсенівці налічується дві вулиці — вул. Карпенка-Карого та вул. Набережна.